# William John Macquorn Rankine
William John Macquorn Rankine (Edimburgo, 5 de julho de 1820 — Glasgow, 24 de dezembro de 1872) foi um polímata escocês com nacionalidade britânica, que trabalhou nos setores da engenharia civil, auxiliando nos trabalhos da engenharia mecânica e naval, além de físico.
Ele, juntamente com o trabalho científico de Rudolf Clausius e William Thomson, fundou a termodinâmica. Seus trabalhos mais conhecidos estão na formulação da Primeira Lei da Termodinâmica e na construção do motor a vapor, além de diversos manuais de engenharia, no desenvolvimento de conceitos de hidrodinâmica que são aplicados até hoje. Publicou centenas de artigos e notas sobre ciência e engenharia, a partir de 1842. Com interesses diversificados, estudou botânica e a teoria da música, passando pelos ramos da matemática, ciência e engenharia. Ele era um cantor amador entusiástico que compunha suas próprias músicas.
Em virtude ao seu trabalho científico, ele teve algumas honras durante a sua vida e depois da sua morte, como na participação da Sociedade Real de Edimburgo e como membro da Royal Society.

## Trabalho científico
Dentro do trabalho científico de Rankine, ele trabalhou em diversos setores como a mecânica dos fluidos, a termodinâmica e na engenharia civil e naval, cujo detalhamento estará nos tópicos a seguir:

### Engenharia civil
Após a conclusão do curso de engenharia civil, em 1838, ele iniciou a trabalhar como assistente aprendiz do Senhor John Benjamin Macneill, supervisor da comissão de estradas de ferro da Irlanda. Na época desenvolveu as técnicas do Método Rankine, que melhorava a aplicação do teodolito com a exploração de novos recursos na época e de técnicas de construção de curvas em estradas de ferro, causando significativos avanços na época.
Em 1840, após o acidente ferroviário de Versailles, Rankine iniciou a estudar as suas causas da fadiga, cujo foi descoberto por Poncelet em 1839. Em 1843, ele publicou o artigo “On the Causes of Unexpected Breakage of Journals of Railway Axles” que citou sobre a cristalização dos metais e a fragilização pelas tensões flutuantes, devido a observação dos eixos ferroviários faturados. Estes estudos com outros cientistas foram fundamentais para o desenvolvimento de técnicas para inspeção de trilhos e de outros produtos.
Ele desenvolveu as técnicas da área da mecânica dos sólidos com a teoria dos empuxos em terrenos maciços, apresentado em 1857, com algumas observações diferentes da teoria de Coulomb. Esta teoria é aplicada atualmente com o empuxo de solo que teriam esforços sísmicos, para os cálculos de resistência ao cisalhamento e em observações que requer uma instalação cuja provoque uma tração e compressão.
Também trabalhou no desenvolvimento da técnica dos muros de contenção e na edificação de portos, ferrovias, sistemas de fluviais e hidráulicos.

### Engenharia naval
A consolidação da engenharia naval como parte da ciência na engenharia pode ser dada pelo trabalho de Rankine e do seu colaborador James Robert Napier no desenvolvimento da Instituição de Engenheiros e Navegantes da Escócia em 1857, além do desenvolvimento científico e técnico ao setor, como na construção do conceito do corpo de Rankine.

### Mecânica (física)
Neste setor, Rankine trabalhou no desenvolvimento de terminologias importantes, como: energia potencial, energia cinética e vórtice de Rankine.

### Termodinâmica
Em 1850, ele iniciou as suas pesquisas na termodinâmica com as pesquisas com a construção da hipótese dos vórtices moleculares para apresentar a proporcionalidade entre calor e trabalho igualando o trabalho produzido pela rotação na atmosfera elástica com o envolvimento das partículas de moléculas com o calor produzido.

## Honrarias e participação de comissões
- 1849: Correligionário da Sociedade Real de Edinburgh
- 1853: Correligionário da Sociedade Real de Londres
- 1854: Medalha Keith
- 1855-1872: Professor de engenharia civil e mecânica, Universidade de Glasgow
- 1857: Primeiro presidente e membro fundador da Instituição de Engenheiros na Escócia
- 1865: Conselheiro da Engenharia da Agricultura e da Terras Altas da Sociedade da Escócia[11]

## Publicações
Livros
- Manual of Applied Mechanics (1858)
- Manual of the Steam Engine and Other Prime Movers (1859)
- Manual of Civil Engineering (1861)
- Shipbuilding, theoretical and practical (1866)
- Manual of Machinery and Millwork (1869)[12]

Papers
- On the Mechanical Action of Heat, especially in Gases and Vapours (1850) - Royal Society of Edinburgh, 4 de fevereiro de 1850
- On the General Law of Transformation of Energy (1853) - Glasgow Philosophical Society[13]
- On the Thermodynamic Theory of Waves of Finite Longitudinal Disturbance (1869)
- Outlines of the Science of Energetics (1855) - Glasgow Philosophical Society

- Este trabalho influenciou Traité de l'énergétique (1911) do físico francês Pierre Duhem, no qual ele considerou a termodinâmica, e não a mecânica clássica, a teoria mais fundamental.

Sobre Rankine
- Rankine, William John MacQuorn (1881). Miscellaneous Scientific Papers. London: Charles Griffin and Company